# Cleistanthus stenonia
Cleistanthus stenonia là một loài thực vật có hoa trong họ Diệp hạ châu. Loài này được (Baill.) Jabl. mô tả khoa học đầu tiên năm 1915.